# 郭進 (成化進士)
郭進（1429年—？），字用之，陝西西安府咸寧縣人，明朝政治人物。進士出身。

## 生平
陝西鄉試第三名。成化二年（1466年）丙戌科會試第三十一名，殿試登進士第三甲第四十九名。

## 家族
曾祖郭守政，曾任元宣慰司僉事。祖父郭友信，曾任百戶。父亲郭士傑。